# 하인츠 뤼만

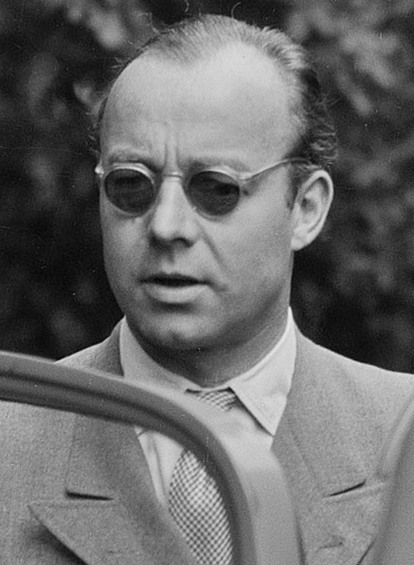

하인츠 뤼만(Heinz Rühmann, 본명: Heinrich Wilhelm "Heinz" Rühmann, 1902년 3월 7일 ~ 1994년 10월 3일)은 독일의 영화 배우이다. 1926년부터 1993년까지 100편이 넘는 영화에 출연했다. 20세기의 가장 유명하고 대중적인 독일 배우들 중 한 명이며 독일 영화의 레전드로 간주된다. 그의 유일한 영어 사용 영화는 1964년 작품 바보들의 배이다.

## 영화
- 바보들의 배
- 멀고도 가까운 (1993년 영화)